# Perissomastix cornuta
Perissomastix cornuta är en fjärilsart som beskrevs av Petersen 1959. Perissomastix cornuta ingår i släktet Perissomastix och familjen äkta malar.
Artens utbredningsområde är Irak. Inga underarter finns listade i Catalogue of Life.